# Dalslands kontrakt (-1699)
Dalslands kontrakt var ett kontrakt inom Karlstads stift av Svenska kyrkan.

## Administrativ historik
Intill 1540 utgjorde hela Dalsland ett enda kontrakt. Då upplöstes Ämmeskogs församling och delades mellan församlingarna Svanskog och Sillerud.
1699 delades kontraktet i Norra och Södra Dals kontrakt.